# Aéroport de Bouaké
L'aéroport de Bouaké  (code IATA : BYK • code OACI : DIBK) est un aéroport civilo-militaire desservant la ville de Bouaké en Côte d'Ivoire. Il correspond à une ancienne base aérienne française (BA 168).

## Situation

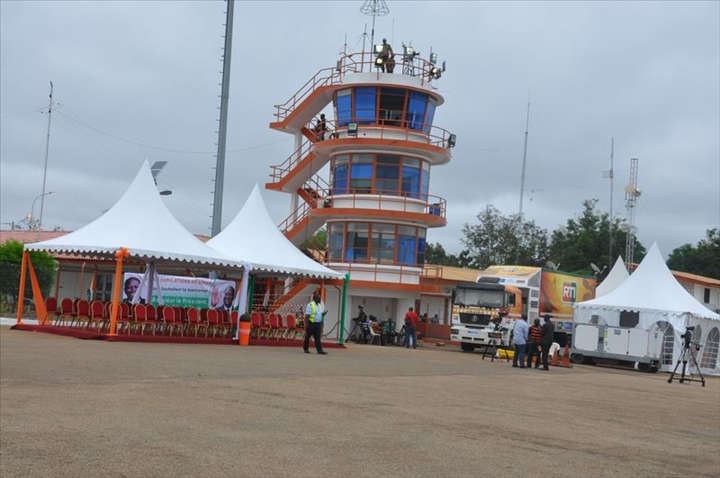
Façade de l'aéroport

| Abidjan Bouaké Korhogo Man Odienné San Pédro |

## Statistiques
Pour des raisons techniques, il est temporairement impossible d'afficher le graphique qui aurait dû être présenté ici.

Voir la requête brute et les sources sur Wikidata.

### Compagnie aérienne et destinations
| Compagnies        | Destinations                          |
| ----------------- | ------------------------------------- |
| Air Côte d'Ivoire | Abidjan-F.-H.-Boigny, Bamako-M. Keïta |

Edité le 6/08/2023